# ギリシア火

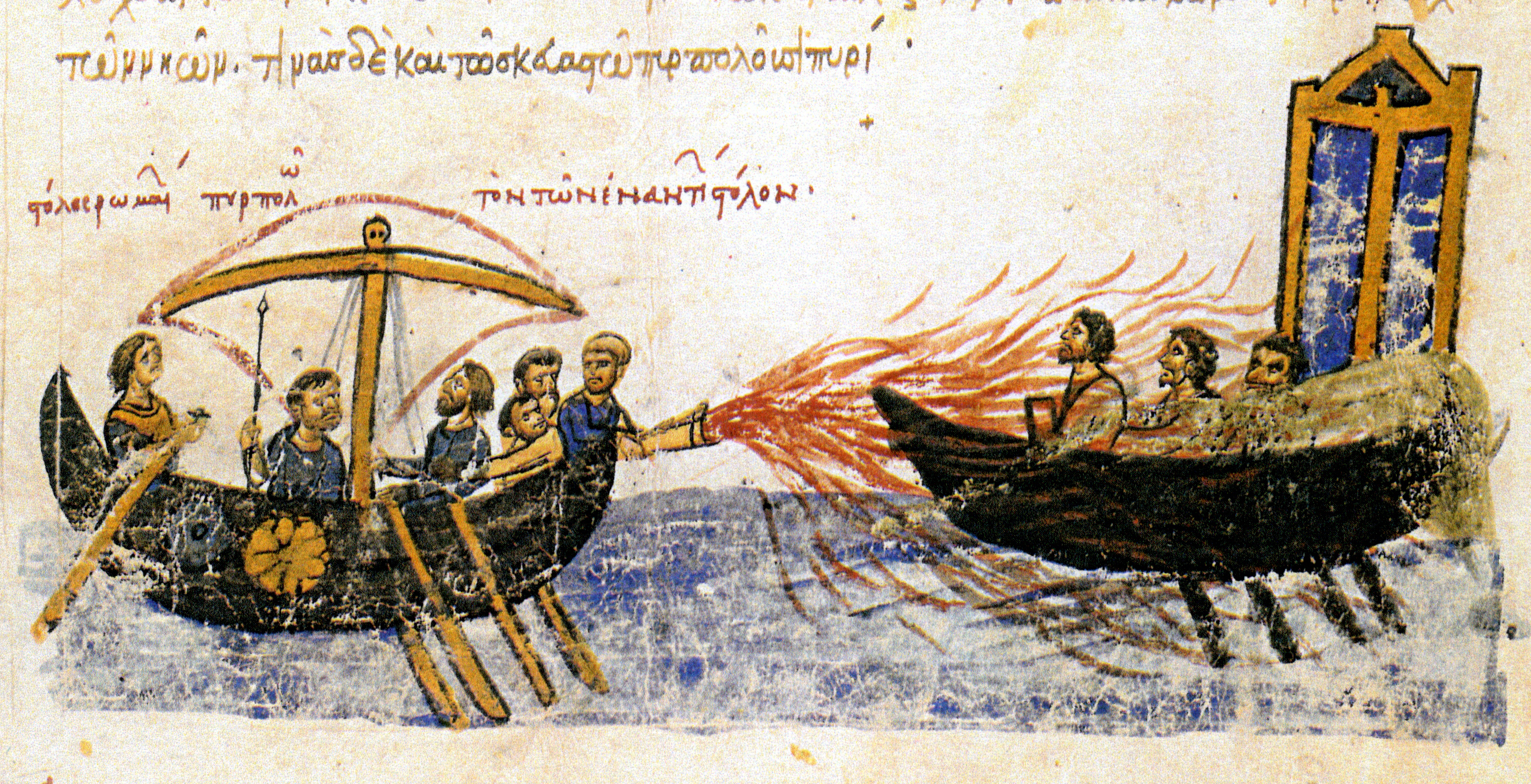
アラブ海軍に対して使用されたギリシア火（『スキュリツェス年代記』の挿絵より）

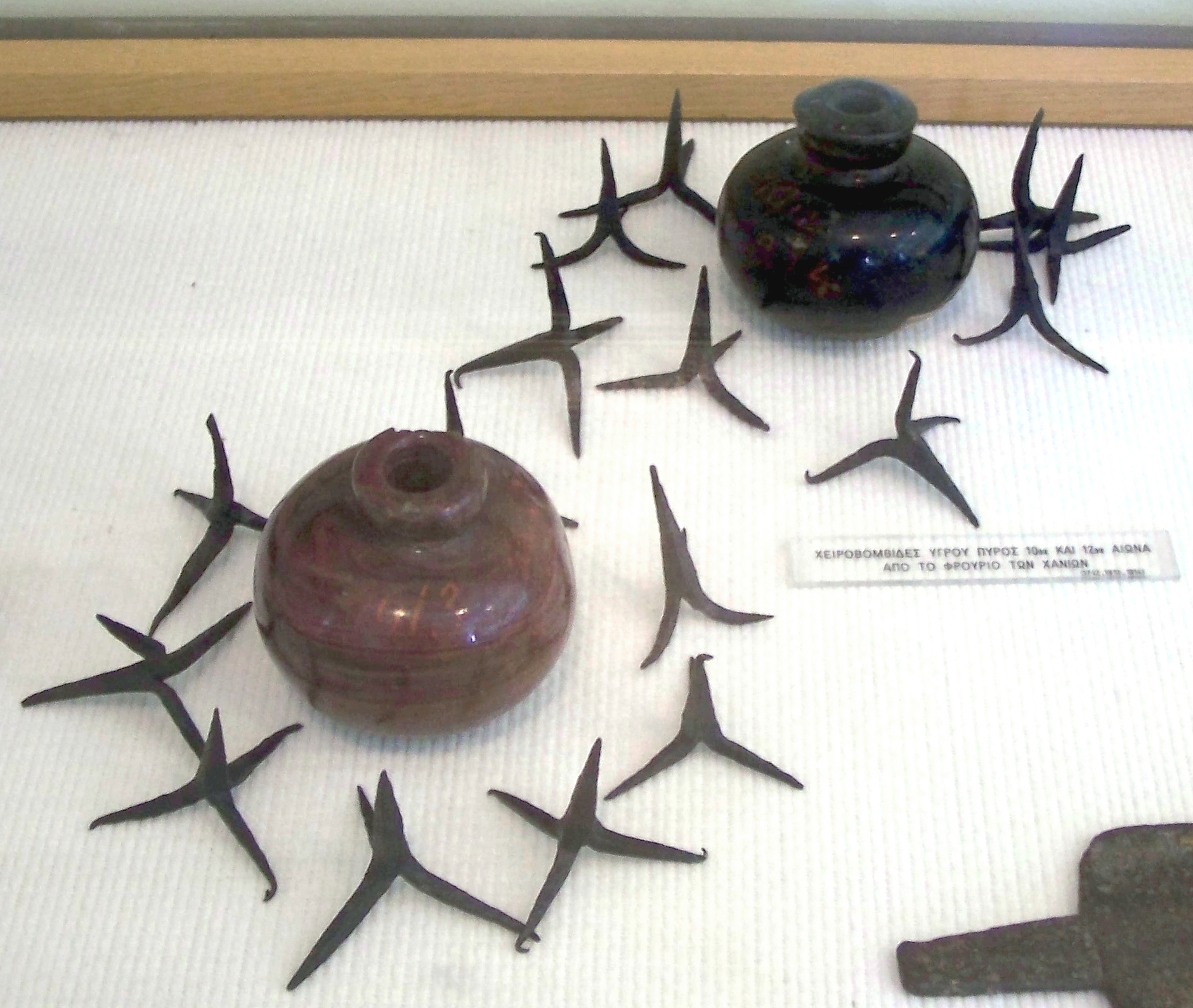
ギリシア火を充填する陶製の手榴弾、周囲のものは鉄びしである。10世紀から12世紀出土。ギリシャ・アテネの国立歴史博物館収蔵品。

ギリシア火（ギリシアび）あるいはギリシアの火（ギリシアのひ）とは東ローマ帝国で使用された焼夷兵器である。東ローマ帝国では海戦においてこの兵器が一般的に使用され、水上に浮いている間ずっと燃え続けることで多大な効果を上げた。この兵器は技術的優位をもたらし、東ローマ帝国の多くの軍事的勝利において鍵となる役割を果たした。最も特記すべきはコンスタンティノープルをアラブ軍による2度の包囲戦から救出したことである。こうして帝国の存続が確保された。
十字軍にとってギリシア火は印象的であったために、これに類する焼夷兵器なら何であれ、アラブ人、中国人、またモンゴル人によって用いられたものにもこの名が付けられるようになった。しかしながら、これらは異なる混合物であり、東ローマ帝国の調合法によるものではなかった。ギリシア火の製法は国家機密として厳重に守られ、秘密は失われた。ギリシア火の構成は推測と議論の問題が残っており、松脂、ナフサ、酸化カルシウム、硫黄または硝石などの組み合わせが提案されている。東ローマ帝国の焼夷混合物は加圧サイフォンを用いて液体を敵に向けて噴射する点が際立っていた。
"Greek fire" は英語で一般的な用語で、その他の言語のそれは十字軍以来のものであり、東ローマ帝国の資料の原文では数種の名称で呼ばれた。それらは「海の火」（πῦρ θαλάσσιον）、「ローマの火」（πῦρ ῥωμαϊκόν）、「戦いの火」（πολεμικὸν πῦρ）、「液火」（ὑγρὸν πῦρ）、または「作られた火」（πῦρ σκευαστόν）であった。

## 歴史
ギリシア火の発明に先立ち、焼夷兵器と火炎放射兵器が数世紀のあいだ戦争に使われた。これらには硫黄、石油、瀝青をベースとした混合物が幾種類か用いられた。火矢と可燃性の物質を充填したポットは紀元前9世紀初頭に新アッシリア帝国時代のアッシリア人に使われ、またギリシャ・ローマ世界でも広く使われた。
さらに、トゥキディデスは紀元前424年のデリウム包囲戦においてチューブ状の火炎放射器に注目した。海戦では、ヨハネス・マララスが東ローマ皇帝アナスタシウス1世（在位491-518年）の艦隊について記録している。西暦515年、彼らはヴィタリアンの反乱を破るため、アテネからの哲学者Proclusの助言を受けて硫黄ベースの混合物を利用した。
ただし厳密にはギリシア火は672年頃に開発されたもので、年代記の著者テオファネスによりカリニコスの功績に帰せられている。彼はPhoeniceの行政管区の内にあり、イスラムの征服の際に侵略を受けたヘリオポリス（現在のシリアのバールベック）出身の名匠だった。この資料の正確さと年代学的な正しさには疑問が付される。テオファネスは、コンスタンティノープルにカリニコスが現れたと想定される2年前に、燃焼物を携行しサイフォンを装備した艦船が東ローマ帝国により使用されたことを報じている。もしこれが、攻囲における出来事の年代的な混乱によるものでないならば、それはカリニコスが単に確立されていた兵器を改良して世に出したことを示唆する可能性がある。また歴史家であるジェイムス・パーティントンは、実際にはギリシア火が単に同一人物による作成物ではなく「アレクサンドリア化学学校の事績を引き継いだ、コンスタンティノープルの化学者達によって発明された」ことがありうると考察している。11世紀の年代記作者であるゲオルギオス・ケドレノスは、カリニコスがエジプトのヘリオポリス出身であると確かに記録しているが、これは大部分の学者が間違いとして拒絶している。ケドレノスもまた顛末について記録したものの、より受け入れがたいものと考えられている。これはカリニコスの子孫の一家が「Lampros（すばらしいの意）」の名で呼ばれて火薬の製法の秘密を保ち、それは彼の時代まで続いたとするものである。
カリニコスのギリシア火の開発は東ローマ帝国の歴史において存亡の瞬間に成された。サーサーン朝ペルシアとの長い戦争により東ローマ帝国は疲弊し、イスラムの征服とその猛攻に対して効果的な防衛を行えなくなっていた。1世代のうちに、シリア、パレスチナ、そしてエジプトはアラブの支配下に落ち、彼らは672年ごろに帝国の中心地であるコンスタンティノープルを奪取しようと試みた。ギリシア火はイスラムの艦隊に大きな効果を挙げ、アラブによる第一次、第二次の市街の包囲から彼らを撤退させる助けとなった。
サラセン人との海戦の後、ギリシア火の使用記録はより散発的なものとなる。しかし特に9世紀から10世紀初頭、東ローマ帝国拡大の時期にこの兵器はいくつかの勝利を確実なものとした。この化学物質の利用は東ローマ帝国の内戦において顕著であった。主なものは727年の軍管区が保有する艦隊の反抗であり、また821年から823年のスラヴ人トマスが率いた大規模な反乱である。両方の場合とも、反乱艦隊は、コンスタンティノープルの帝国艦隊がギリシア火を用いることで打破された。また、東ローマ帝国はボスポラス海峡への様々なルーシ族の攻撃に対し、壊滅的な効果のためにギリシア火を用いた。特に941年および1043年の戦争の際に投入が行われた。また970年から971年のブルガリア戦争中も同様に、燃焼物を携行した東ローマ帝国の艦船はドナウ川を封鎖した。
帝国とアラブとの抗争の時期におけるギリシア火の重要性から、この兵器の発見は神の干渉に帰するとされるにまで至った。コンスタンティノス7世・ポルフュロゲネトス（在位945年から959年）は彼の著作『帝国統治論』の中で、彼の息子であり相続者だったロマノス2世（在位959年から963年）に訓戒している。この兵器の配合の秘密は決して明らかにしてはならず、「天使によって秘密が明らかにされ、偉大かつ神聖な最初のキリスト教の皇帝であるコンスタンティヌス1世に示された」としている。また天使は彼に制限を加え、「キリスト教徒とただ帝国の都市のみを除き、この兵器を製造しないこと」とした。警告としてコンスタンティノス7世は、この兵器の一部を帝国の敵に渡すよう買収されたある官吏を例とし、彼が教会に踏み入ろうとしたとき、「天国からの火」によって打ち倒された、と付け加えている。後代の事件が証明するように、東ローマ帝国人は彼らの貴重な秘密兵器の鹵獲を防止できなかった。827年、アラブ側は少なくとも一隻の火船を無傷で捕獲し、812年および814年にはブルガリア人がいくつかのサイフォンとギリシア火自体を多量に捕獲した。しかしながらこうした鹵獲は、東ローマの敵がこれらの兵器を複製可能とするには明らかに不十分だった。アラブ側はたとえば、東ローマ帝国の兵器に似た様々な焼夷物質を使用したものの、彼らにはサイフォンを用いる東ローマ帝国の方式が全く模倣できず、その代わりにカタパルトと手榴弾を使った。
ギリシア火に関する記述は12世紀の間にもなされ続け、1099年のピサ人との海戦において、アンナ・コムネナは使用の克明な説明を行った。しかし第4回十字軍による1203年のコンスタンティノープル包囲戦では、即席の火船が間に合わせに投入されたことが言及されるが、実際にギリシア火が使用されたかについて確実な記録はない。これはおそらく略奪に先立つ20年間に帝国が広汎な軍備縮小を行ったことが原因であるか、東ローマ帝国が、主要な成分を供給する地域との交通を絶たれたことによるか、またはおそらく秘密が時間と共に失われたことによる。

## 製造

### 一般的な特徴
コンスタンティノス7世の警告が示すように、この兵器の成分と製造工程、およびギリシア火の開発は軍機密として慎重に防護されていた。ギリシア火の配合方法が永遠に失われ、推測のままにされていることから、秘密保持は厳しいものであったと推察できる。結果、製法の「謎」がギリシア火の研究を長く支配していたが、このほぼ独占的な研究の焦点にも拘らず、ギリシア火は多数の構成要素からなる完成された兵器システムとしてよく理解されている。これら全てを効果的に作動させるには、共同してある操作が必要とされた。これは単に混合物の製法だけではなく、戦場へギリシア火を運搬する為に特化して作られたデュロモイ船からも理解できる。この装置は焼夷物を加熱し、圧送する準備に用いられ、サイフォンはそれを放射し、また特別な訓練を経た「siphōnarioi」がこれを運用した。システム全体についての知識は、1区画のみの秘密を承知している技術者と操作要員により高度に区分化されることで安全化を図った。また、この兵器の全容を収集し得た敵は存在しなかった。これは814年に第一次ブルガリア帝国がメセンブリア（現ネセバル）とデベルトス（現ブルガス近郊）を占領した際、彼らは36基のサイフォンと焼夷剤自体を多量に捕獲したものの、これらをいかようにも利用できなかった事実からも、充分に説明されるものである。
ギリシア火に関して利用できる情報はほぼ間接的なものであり、東ローマ帝国の軍事解説書やいくつかの二次的な歴史資料、例えばアンナ・コムネナや、西ヨーロッパの年代記作者からの引用に基づいている。これらはしばしば不正確な情報を含む。アンナ・コムネナの『アレクシアス』では、1108年、東ローマ帝国のデュッラキウム（現ドゥラス）の駐屯軍がノルマン人に対して投入した焼夷兵器の事を記述している。これは、ある部分的なギリシア火の「製法」であるとしばしば考えられている。
This fire is made by the following arts. From the pine and the certain such evergreen trees inflammable resin is collected. This is rubbed with sulphur and put into tubes of reed, and is blown by men using it with violent and continuous breath. Then in this manner it meets the fire on the tip and catches light and falls like a fiery whirlwind on the faces of the enemies.（この炎は以下の技術によって作り出される。松、また同様の特定の常緑樹から引火性の樹脂が集められる。これは硫黄を擦り込まれ、葦のチューブに入れられ、男性が猛烈で継続的な排気を用いてこれを吹き付ける。それから、こうした方法でこれが頂上で着火すると、光を捕らえ、敵の前面へと炎の竜巻のように落ちる。）
 同時に著名なギリシア火（羅: ignis graecus）に関する西側の年代記作者らの記録は、彼らがギリシア火の名前をどんな種類の発火性物質に対しても用いたことからほとんど信頼できない。
ギリシア火の機構を再構築しようと試みるとき、現代の資料の引用から現れる具体的な証拠は以下のような特徴を与える。
- これは水上で燃焼する。またいくつかの解釈では水によって着火する。加えて多数の著者の著述によれば、砂（酸素を奪う）、濃い酢もしくは古い尿といったいくつかの物質だけが、おそらくある種の化学反応によってこれを消火できた[36][37][38]。
- これは液状の物質で、発射体ではない。これは説明とその名称「液火」から確かめられる[36][37]。
- 海上において、これは常にサイフォンから放射され[36][37]、地上戦でもまた、ポットもしくは擲弾にギリシア火や類似の物質が充填され、使用された[39]。
- ギリシア火の放出には「雷」および「多量の煙」が伴った[36][37][40]。

### 配合に関する論議
最初に提示され、そして長期にわたり最も人気のあった説では、ギリシア火の主要成分が硝酸カリウム（硝石）であると考え、またそれは火薬の初期の形態であったとした。この議論は「雷と煙」の説明が基となっており、加えて距離の上でも、サイフォンから放射することのできた炎とは爆発的な放出を示唆するものとした。イサーク・フォシウスの時代ごろから、有名な化学者マルセラン・ベルテロを含む数人の学者、ことに19世紀中のフランスの学派はこの見解を固守した。それからこの見解は、硝酸カリウムが13世紀以前のヨーロッパまたは中東で戦争に使用された形跡が見られないこと、また同時期より以前に、地中海世界で最も化学的だったアラブでも全く著述が見られなかったことから拒絶された。さらに、提示された混合物の性質と、東ローマ帝国の資料によって記述されたサイフォンによって放射される物体とが根本的に異なっていた。
ギリシア火が水で消すことができなかったという要素、むしろいくつかの資料では水をその上に注ぐことが火勢を強めたと示唆することに基づく第二の見解は、この破壊力は水と生石灰の爆発的な反応の結果であると提唱した。生石灰は確実に知られていた物質であり、また東ローマ帝国もアラブ側も戦争に投入しているが、この説は文学と経験的な証拠から論破された。生石灰をベースとした物質は着火するために水と触れなければならなかったが、甲板が常時湿っているにせよ、しばしばギリシア火は敵船の甲板上に直接注がれたことがレオーン6世の軍事書『タクティカ』で示されている。同様にレオーン6世は手榴弾の使用について説明している。これは、物質が着火するには、水との接触が必ずしも必要ではないという観点のさらなる補強である。さらにまた、海上での実際の水と生石灰の反応結果は取るに足りないものであると、C. Zenghelisは実験に基づいて指摘した。また別の提案では、カリニコスが実際には二リン化三カルシウムを発見していたことを示唆した。水と接触すると二リン化三カルシウムはホスフィンを放出し、これは自発的に着火する。しかし広範な実験でも、記述にあるギリシア火の強力さを再生することに失敗した。
混合物には生石灰および硝酸カリウムの両方の存在が全く含まれないわけではないものの、これらは主要な成分ではなかった。現代の学者達の大部分は、実際のギリシア火は石油を基にしたもので、未加工もしくは精製済みの両方が有り得たということに同意している。比較すれば現代のナパーム弾がこれに当たる。東ローマ帝国は、黒海周辺にある、自然にわき出るいくつもの井戸から容易に原油の供給が受けられた。例えばトムタラカン周辺の井戸がコンスタンティノス7世によって言及されている。また他の中東を通じた様々な場所でも同様であった。ギリシア火の別の名前は「メディアの火」であり、また6世紀の歴史家であるプロコピオスは原油について記録しているが、これはペルシア人からは نفت 「ナフサ」と呼ばれ、ギリシャ人には「メディア油」と呼ばれていた。これはギリシア火の主要成分としてナフサが使用されたことを補強するように見える。また現代に残る9世紀のラテン語の資料がドイツのヴォルフェンビュッテルで保管されており、これもギリシア火らしく思われる成分と、これを放射するために用いるサイフォンの操作について言及している。この資料にはいくつか不正確な点が含まれているが、主要成分が明らかにナフサであることを特定している。またおそらく増粘剤として様々な樹脂が混入された。『Praecepta Militaria』では、この物質について「粘つく火」と称している。これは炎の持続時間と威力を増すためであった。
サラーフッディーンのためにマーディ・ビン・アリ・アル=タースシが用意した報告書には、一種のギリシア火のアラブ版が記録されている。これはナフトと呼ばれ、石油をベースとしたものに硫黄と各種の樹脂を加えたものである。しかし東ローマ帝国の製法とは、どのような直接の関連もほぼ有り得ない。アッバース朝軍にはこれを含む焼夷兵器の専門部隊（naffatun）が存在するなど西アジア全域でも広く使われ、十字軍が使用した記録もある。一説にはマグリブやイベリア半島で火薬兵器の開発が盛んだったのは、原料となる石油がこの地域では産出されなかったからとされる。

## 使用方法

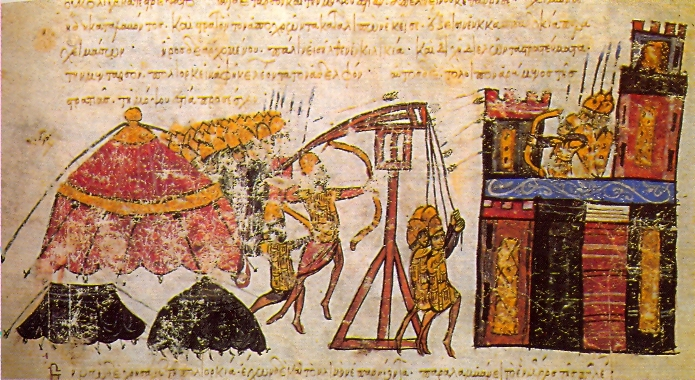
11世紀の彩色。東ローマ帝国軍が城砦を包囲し、スリング式の投石機を用いている。

ギリシア火の主な使用方法は以下の通りである。これは同じ物質と離れて充填され、チューブまたはサイフォンを介して放射される。投入は艦船の接舷時または包囲時である。携帯型の放射装置（cheirosiphōnes）も存在し、レオーン6世の発明とみなされている。東ローマ帝国の軍事説明書では、ギリシア火と鉄びしを充填した壺（「kytrai」または「tzykalia」）を同じくギリシア火で湿した麻屑でくるみ、これをカタパルトで投射するほか、海戦においてピボット式のクレーン（gerania）は敵艦の上からギリシア火を降らせるよう用いられたと記述している。「cheirosiphōnes」は特に陸上戦および包囲戦において投入された。幾人かの10世紀の軍事史家は、これらは両方とも攻城兵器または防壁上の守備兵に対するものであるとし、これら兵器の投入の模様はビザンチウムのヘロの手による『Poliorcetica』によって描写されている。通常、東ローマ帝国軍のデュロモイ船はサイフォンを船首下部に内蔵していたが、さらに追加の装置を船のどこか別の場所に設置することもしばしば可能だった。例えば941年、東ローマ帝国の人々が極めて多数のルーシ艦隊と向き合うことを迫られたとき、サイフォンは船の中央部に、そして後方にさえ配置された。

### サイフォンによる放射
サイフォンの使用は、当時の資料から充分証明される。アンナ・コムネナは、軍艦の艦首に装備される、獣の形をとったギリシア火放射装置について以下のような説明を行っている。
"As he [the Emperor Alexios I] knew that the Pisans were skilled in sea warfare and dreaded a battle with them, on the prow of each ship he had a head fixed of a lion or other land-animal, made in brass or iron with the mouth open and then gilded over, so that their mere aspect was terrifying. And the fire which was to be directed against the enemy through tubes he made to pass through the mouths of the beasts, so that it seemed as if the lions and the other similar monsters were vomiting the fire."（彼（アレクシオス1世コムネノス）が知っていたように、ピサ人は海戦に通じており、またこれらと戦うのを恐れていた。どの船の船首上にもある装置は、ライオンか陸上生物の頭部を固定してあり、真鍮か鉄で作られ、口は開かれ、さらに金メッキが施されていた。そのためこれらは全く恐ろしい風貌だった。またその炎は、この装置の、獣の口を通り抜けるチューブを介して敵へと指向されるようになっており、そのためこれはライオンや他の怪物が炎を噴き出しているように見えた。）
いくつかの資料では、メカニズム全体の構成と作動上のより詳しい情報を提示する。ヴォルフェンビュッテルの原稿は特に以下のような説明を提供している。
"...having built a furnace right at the front of the ship, they set on it a copper vessel full of these things, having put fire underneath. And one of them, having made a bronze tube similar to that which the rustics call a squitiatoria, "squirt", with which boys play, they spray [it] at the enemy."（……船の真正面に炉を造っており、彼らはその上にこれらの物質で満たされた銅の容器を置き、この下部では火が焚かれていた。そしてこれらのうちの一つは、田舎者が「squitiatoria、（水鉄砲）」と呼び、子供が遊ぶようなものに似たブロンズ製のチューブになっており、これらの装置が敵へ向けて[それ]を放射した。）
また別の、そしておそらくギリシア火の使用について直接説明するものは、11世紀の『東方探検家イングヴァールのサガ』に見られる。そこではヴァイキングである東方探検家イングヴァールがギリシア火のサイフォンを装備した艦船と対面している。
"[They] began blowing with smiths’ bellows at a furnace in which there was fire and there came from it a great din. There stood there also a brass [or bronze] tube and from it flew much fire against one ship, and it burned up in a short time so that all of it became white ashes..."（「[彼らは]鍛冶屋のふいごで火の焚かれた炉を吹き始め、またそこからは巨大な騒音がやって来た。そこにはまた、真鍮や[ブロンズ製]のチューブが立っており、さらにそこから多量の炎が一隻の船へと吹き付けられ、短い時間にそれが燃え上がったために、その全てが白い灰と化した……）
この説明は潤色されているが、他の資料から知られるギリシア火の他の多くの特徴、例えばその放出に伴う大きな騒音と一致する。これら2つの説明文はまた、物質が放出される前に炉の上で加熱されたとはっきり記述しているただ2つの資料でもある。この情報の有効性は疑問を免れないが、現代の装置の再建ではこれらの資料を信頼した。

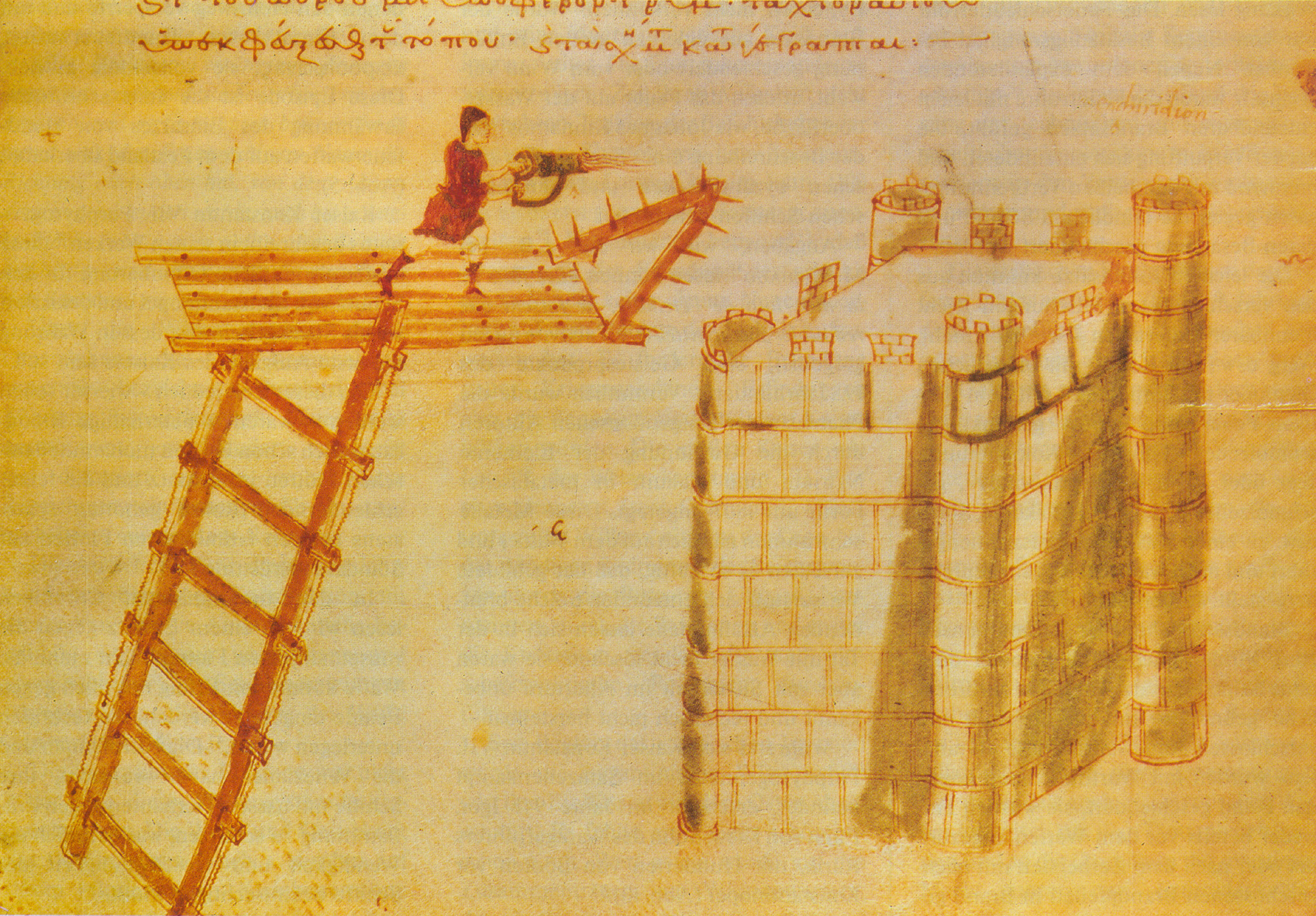
「cheirosiphōn」ハンドサイフォン。携帯型火炎放射器であり、城壁に対して仮橋の頂部から使用している。ビザンチウムのヘロによる著作『Poliorcetica』からの挿画

これらの説明と東ローマ帝国の資料に基づき、ジョン・ハルドンとモーリス・バーンは3つの主要な部分からなる装置全体を再建した。一つのブロンズ製ポンプ（σίφων、サイフォン）、これは油に圧力をかけるのに用いられた。金属製の火鉢（πρόπυρον、「propyron」、予熱器）、これは油の加熱に使われた。そしてノズル（στρεπτόν、「strepton」）は青銅で被覆され、回り継ぎ手の上に据え付けられていた。金属製の火鉢は多量のリネンや亜麻を燃やして強い加熱を作り出し、また特徴的な濃い煙を上げた。この上部には1基の気密タンクがあり、中に入った油と他の物質が加熱され、また、樹脂を溶かして液状の混合物にする過程も補助した。
物質は加熱と圧力ポンプの使用によって圧縮をかけられた。これが適切な圧力に達した後、気密タンクに回り継ぎ手で連結されたバルブが開かれると、混合物は終わりまで放出され、口の部分で炎を生み出すいくつかの点火源により着火した。炎の強い加熱により、鉄製の防楯（βουκόλια、「boukolia」）の存在が必要となったが、これは艦隊の目録によって証明されている。
上昇圧力が加熱された油を容易に吹き飛ばせたため、そうした事故の状況の記録こそ無いものの、全ての過程は危険に満ちていた。2002年にハルドンによって実施された実験はテレビ番組『マシンズ・タイムズ・フォゴット（忘れられた時代の機械）』のエピソード「Fireship（火船）」のためのものであったが、この実験では現代の溶接技術でさえ圧力下におけるブロンズ製タンクの十分な気密確保に失敗した。これにより、タンクとノズルの間に圧力ポンプを再配置するに至った。こうした論拠から建造された実物大の装置は、東ローマ帝国人が利用できた簡易な材料と技術であっても機構の設計とその効果を確立した。実験は木の樹脂を混ぜ合わせた原油を使い、摂氏1,000度以上（華氏1,830度）の炎と、最高15メートル（49フィート）の効果範囲を作り出した。

### 携帯型サイフォン

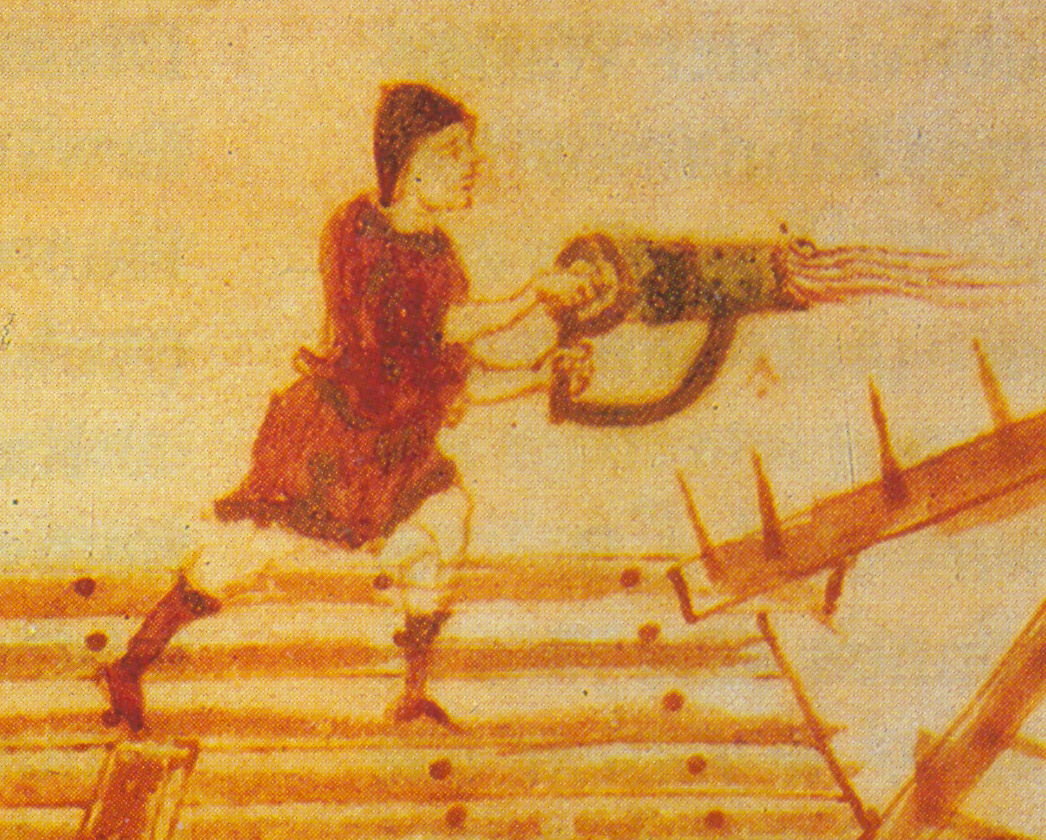
携帯型サイフォンの細部。

携帯型の「cheirosiphōn」、ハンドサイフォンは、現代の火炎放射器に似る最も初期のものである。これは広汎に10世紀の軍の文書で証明されており、海上と陸上の両方での使用が推奨されていた。これらが最初に出現するのはレオーン6世の『タクティカ』の文中であり、彼はこれらを発明したと主張している。後代の著者も「cheirosiphōnes」の言及を続け、それは特に攻城塔に対する使用に関するものだった。ニケフォロス2世フォカスも野戦軍でのこれらの使用について助言したが、これは敵部隊の陣形を崩すことを狙ったものだった。レオーン6世もニケフォロス2世も共に主張することは、ハンドサイフォンに使用される物質には、船上で使われる固定装置と同じ物質を用いたこと、携帯型サイフォンはより大型の類似物と明白に異なっていたことである。ハルドンとブリンは、この装置が基本的に異なるもので、「敵を後退させるため、単純なシリンジによって液火（おそらく着火せず）と有毒な液体の両方を噴出させた」という説を立てた。しかし、ヘロの『Poliorcetica』の図が示すように、手持ち式のサイフォンも着火された物質を放射した。

### 手榴弾
最初期の形態では、可燃性の布に包んだ球体に点火するという方法で、ギリシア火は敵軍の頭上へ投擲された。これにはおそらくフラスコが含まれており、小型のカタパルト様の投射兵器も用いられた。もっとも可能性が高いものは、海上輸送型のローマ製小型カタパルト、もしくはオナガーである。これらは軽量の投射体、6kgから9kgのものを350mから450mほど投擲できた。後世の機械加工技術の改良により、近距離において流体の燃焼流を放出するポンプ機構の考案を可能とし、海戦で木造船を焼き払った。こうした兵器は軍勢の攻囲に対して使われるとき、陸上でも非常に効果的だった。

## 効果と対抗策
ギリシア火の破壊力は明白であるとはいえ、これはある種の「驚異の兵器」と見なされるべきものではなく、この兵器はビザンツ帝国海軍を無敵のものにもしなかった。この兵器は、海洋歴史家のジョン・プライヤーの言葉では「船殺し」、つまり衝角に匹敵するものではなく、その頃には既に使用されなくなっていた。ギリシア火が強力な武器であり続けた時代を、より近代的な砲列の形態と比較すると、その限界は大きなものだった。サイフォンを装備した形態ではこの兵器の射程が限られており、穏やかな海面そして良好な風向の状況下でのみ安全に使用できた。最終的にイスラムの海軍は、効果範囲から離れるか、酢に浸したフェルトや遮蔽物のような防護方法を考案し、これに対応した。